# Holzheim am Forst
Holzheim am Forst (ufficialmente Holzheim a.Forst) è un comune tedesco di 1 017 abitanti, situato nel land della Baviera.